# Anthophora abroniae
Anthophora abroniae är en biart som beskrevs av Timberlake 1937. Anthophora abroniae ingår i släktet pälsbin, och familjen långtungebin. Inga underarter finns listade i Catalogue of Life.